# بشاطر
بشاطر إحدى قرى الجمهورية التونسية، تقع في ولاية بنزرت، شمال غربي مدينة بنزرت.